# 痛み分け
痛み分け（いたみわけ）は相撲における、勝負の判定結果のひとつである。

## 解説
取組中にどちらか一方または双方の力士が負傷・病気の悪化などのために、その後の取り直しなどで取組の継続が不可能になったときに宣告されるものである。日本相撲協会発行の星取表では戦前までは引分と区別されず「×」印で表記されたが、戦後になって「△」の印で表記されるようになった。戦前は資料によっては一部の取組が「痛預」の表現になっている場合がある。21世紀に入ってからは痛み分けが適用された例は1例もない。幕内では、1958年（昭和33年）9月場所4日目の鳴門海と若葉山の対戦が最後である。十両では、1964年（昭和39年）11月場所7日目の宮柱と清乃森との対戦が最後である。幕下以下では平成に入ってからも3例あるが、1999年（平成11年）1月場所14日目の序二段の総ノ浪と秀錦の対戦が最後となっている。
なお、2005年（平成17年）5月場所7日目では、十両同士の五城楼対琴春日の取組で、琴春日の土俵際の突き落としに、五城楼は右膝を痛めてしまう。この一番に物言いが付いた後、取り直しの判定となった。だが、五城楼は膝の激痛に立ち上がる事が出来ず相撲が取れない状態で、審判委員達は取り直しについては五城楼の棄権と、琴春日の出場を確認した。結局この取組は琴春日の不戦勝、五城楼の不戦敗となった。さらに五城楼は、翌8日目の春ノ山戦も右膝の負傷が回復しないために不戦敗、2日連続での不戦敗という珍記録となった。
過去のケースであれば、この五城楼対琴春日戦の場合は両者に「痛み分け」と宣告されていた。しかし、「片力士が相撲を取れるのに、片力士が大ケガなどにより相撲が取れないからとの理由で、勝敗をつけずに『痛み分け』とするのはおかしい」という意見が相撲協会内で多く出ていた事もあり、現在ではこの場合「（各片力士の）不戦勝・不戦敗」とそれぞれ判定することとなった。そのために、今後大相撲で「痛み分け」と判定されることは、双方が怪我・病状の悪化等の事情で取組不可能にならない限り、まず起こらなくなると予想される。
過去には1987年（昭和62年）3月場所の8日目、大関・北天佑と関脇（当時）・小錦の対戦で、土俵際もつれた相撲になるが、審判員らの判断で取り直しとなった。しかしその時、北天佑が小錦の全体重がまともに膝にのし掛かって負傷するも、痛み分けは宣告されずに取り直しとなった。その取り直しの相撲では、北天佑が膝を痛がっているのを察した小錦が、北天佑のケガを庇いながらそっと寄り切って勝利したことがあった。この取組後「この状況ならば取り直しでは無く、痛み分けを適用すべきではなかったか」と、議論になったことがある。北天佑は翌9日目から途中休場、公傷（当時・現在は廃止）が認定された。
2018年5月場所10日目竜電と北勝富士の一番で幕内60年ぶりの痛み分けになりかけたが、計4度の立ち合いで成立した。

## 比喩的な用法
上記から転じて、争い事で決着がつかず、かつ双方とも大きな痛手を伴ったものは「痛み分け」と表現される。
ボクシングなどの格闘技において偶然のバッティングによる引き分け、すなわち負傷ドローを「痛み分け」と表現することもある。